# Eldoradio (Hörfunksendung)
Eldoradio war eine lesbisch-schwule Hörfunksendung aus Berlin. Sie ging am 12. August 1985 auf Sendung und gilt als das erste schwule Radioprogramm Deutschlands. Ihr Name leitete sich vom legendären Lokal Eldorado ab.

## Geschichte
Im Jahr 1984 gründeten zunächst mehrere schwule Männer den Verein TOLLeranz! e.V., der gegenüber dem damaligen Berliner Kabelrat, dem Vorgänger der Medienanstalt Berlin-Brandenburg, als Veranstalter eines zunächst wöchentlich vierstündigen Hörfunkmagazins auftrat. Gründungsmitglieder des Vereins waren unter anderem Thomas Beier, Toni (Paul) Olbricht, Uwe F. Goetz und Thomas Jünemann. Recht bald stießen auch Lesben zu dem Projekt. 
Aus dem Trägerverein entstand im Zuge der Bewerbung um die UKW-Hörfunkfrequenz 100,6 MHz eine Genossenschaft, deren Aufgabe es war, Gelder für einen professionelleren Sendebetrieb zu akquirieren und als Träger des Projekts zu fungieren. 

### Erste Sendungen
Die ersten Sendungen fanden im Rahmen des Hörfunk-Mischkanals hör1 im Berliner Kabelpilotprojekt statt. Erst durch die Vergabe der ersten privaten Berliner UKW-Frequenz an Radio 100 (19-0 Uhr) und hundert,6 (0–19 Uhr) konnte Eldoradio ein größeres Publikum und vor allem auch Hörer in der damaligen DDR erreichen. 
Ab 1986 lief die Sendung im Rahmen des Programms des linksalternativen Radiosenders Radio 100. 1988, bei ihrem dreijährigen Jubiläum, konnte Eldoradio auf 306 Sendungen zurückblicken. Zu diesem Zeitpunkt gestalteten laut taz neun Redakteure und fünf freie Mitarbeiter das Programm, das zweimal pro Woche (sonntags von 17 bis 19 Uhr und mittwochs von 19.05 bis 20 Uhr) auf Sendung ging. 

### Autoren und Moderatoren
Zu den Autoren und Moderatoren von Eldoradio gehörten unter anderem Axel Schock, Manuela Kay, Angela Gobelin, Joachim Schulte, Jürgen Bieniek († 2017) und Roland Grabowski († 2016).
Die Sendungen wurden 1991 eingestellt. Eine nahezu geschlossene Dokumentation der Sendungen ist im Archiv des Schwulen Museums in Berlin vorhanden. 2021 widmete sich ein siebenteiliger Podcast der Geschichte des Radioprojektes.

### Revival
Im Rahmen des 30-jährigen Jubiläums des Sendestarts von Radio 100 gab es am 4. März 2017 ein einmaliges, dreistündiges Eldoradio-Revival auf UKW 88,4 MHz.